# Павел Кука
Павел Кука (чеськ. Pavel Kuka, нар. 19 липня 1968, Прага) — чеський футболіст, що грав на позиції нападника. Футболіст року у Чехії (1994).
Виступав, зокрема, за клуб «Кайзерслаутерн», у складі якого став чемпіоном Німеччини та володарем національного Кубка, а також національну збірну Чехії, з якою став віце-чемпіоном Європи 1996 року та бронзовим призером Кубка конфедерацій 1997 року.

## Клубна кар'єра
Вихованець футбольного клубу «Славія». 1989 року відправився відбувати військову повинність у клуб «Руда Гвезда» (Хеб), в якому і дебютував на дорослому рівні і провів два сезони, взявши участь у 36 матчах чемпіонату.
1989 року, після демобілізації, Кука повернувся до «Славії». У 1991 році клуб купив Борис Корбель, який виділив багато грошей на якісних гравців, поруч з якими Кука став справжньою зіркою і у сезоні 1992/93 він забив 23 голи в чемпіонаті, але титул найкращого бомбардира не отримав, поступившись одним голом молодому нападнику «Слована» (Братислава) Петеру Дубовському. Клуб також став у чемпіонаті лише другим.
У зимову перерву сезону 1993/94 Кука перейшов за 1 750 000 німецьких марок в клуб німецької Бундесліги «Кайзерслаутерн», де вже виступав його співвітчизник Мирослав Кадлець. Кука за новий клуб забив 8 голів в матчах Бундесліги і став срібним призером першості Німеччини. У 1996 році клуб вилетів з Першої Бундесліги, проте Павел залишився в клубі, за що був винагороджений спочатку поверненням в Бундеслігу, а потім і сенсаційним чемпіонським титулом на наступний рік. Втім по завершенні чемпіонського сезону чех покинув клуб.
Влітку 1998 року Кука перейшов у «Нюрнберг», але за результатами першого ж сезону клуб вилетів з Бундесліги, і Павелу довелося знову міняти команду — наступним клубом став «Штутгарт», де Кука також провів один рік. Всього у 144 іграх Бундесліги у трьох різних клубах Павел забив 50 м'ячів, а у Другій Бундеслізі в 25 зустрічах відзначився 15 разів.
У вересні 2000 року Кука повернувся в рідну «Славію» і в 2002 році виграв з нею Кубок Чехії. Через три роки Кука оголосив про завершення кар'єри гравця.
Після цього Павло Кука був призначений спортивним директором клубу «Маріла» (Пршибрам), але через півроку залишив клуб за власним бажанням. В подальшому грав на аматорському рівні за нижчолігові клуби «Маріла» (Вотіце), «Їлове» та «Рапід» (Псари). Згодом знову повернувся на адміністративну роботу і працював спортивним директором у «Вікторії Жижков» та «Вікторії» (Пльзень), а 15 січня 2015 року було оголошено, що Кука покинув пльзеньський клуб, щоб зосередитися на ветеранській команді Czech 96, заснованій ним.

## Виступи за збірні
29 серпня 1990 року дебютував в офіційних матчах у складі національної збірної Чехословаччини. Протягом кар'єри у національній команді, яка тривала 4 роки, провів у формі головної команди країни 24 матчі, забивши 7 голів.
З 1994 року став виступати за новостворену збірну Чехії, у складі якої був учасником чемпіонату Європи 1996 року в Англії, де разом з командою здобув «срібло». На цьому турнірі Кука зіграв у п'яти матчах чемпіонату Європи 1996 і забив гол головою у ворота збірної Росії
Наступного року поїхав з командою на Кубок конфедерацій 1997 року у Саудівській Аравії, на якому команда здобула бронзові нагороди, після чого був учасником наступного чемпіонату Європи 2000 року у Бельгії та Нідерландах, де Чехія не вийшла з групи, програвши два перших матчі.
Останню гру за збірну провів 5 вересня 2001 року проти Мальти. Всього у збірній Чехії провів 63 матчі, забивши 22 голи.

## Кар'єра тренера
Розпочав тренерську кар'єру відразу ж по завершенні кар'єри гравця, 2005 року, очоливши тренерський штаб клубу «Марила» (Пршибрам). Наразі досвід тренерської роботи обмежується цим клубом.

## Титули і досягнення

### Командні
- Чемпіон Німеччини (1):

«Кайзерслаутерн»: 1997–98
- Володар Кубка Німеччини (1):

«Кайзерслаутерн»: 1995–96
- Володар Кубка Чехії (1):

«Славія»: 2001–02
Збірні
- Віце-чемпіон Європи: 1996

### Особисті
- Футболіст року у Чехії: 1994